# 練馬区立開進第二中学校
練馬区立開進第二中学校（ねりまくりつかいしんだいにちゅうがっこう）は東京都練馬区にある中学校。略称は開二中（かいにちゅう）。2019年(令和元年)5月時点の生徒数は12学級375名である。

## 沿革
学校教育法の施行にともなって練馬区で開設された中学校13校の1つ。
- 1947年（昭和22年）
  - 4月1日 - 板橋区立開進第二中学校として開進第二小学校内に設立
  - 8月1日 - 練馬区が板橋区から独立し、練馬区立開進第二中学校となる
- 1949年（昭和24年）5月1日 - 現在地に移転
- 1961年（昭和36年）10月5日 - 体育館兼講堂竣工
- 1962年（昭和37年）6月20日 - プール完成
- 1986年（昭和61年）3月31日 - プール、体育館、セミナーハウス落成

## 施設
校舎は鉄筋コンクリート四階建てで、他に体育館、松山館(セミナーハウス)がある。体育館の横には25mプールがある。校舎内に難聴学級もある。
校庭は区内有数の面積で野球部、サッカー部、陸上部が同時に活動しても支障をきたさない。 野球部などは都大会の出場となることもある。いっぽうテニスコートは無い。 
校地内に農園があり、農部が年間20種類程度の野菜を栽培している。

## 校地
付近には旧石器時代から平安時代にかけての遺跡（栗山遺跡）があり、校舎建設の際に縄文時代のものと思われる貝や土器が多数発掘された。また当地には南北朝時代に練馬城の出城（栗山城）があったとされ、おなじく中世に「右馬頭」と称する者の屋敷が建っていたという伝承がある。
開進第二中学校が建設される以前は松の生い茂る松山と呼ばれる台地であり、校舎建設の際伐採されたうちの何株かを校舎横に植えてある。

## 学校行事
| - 4月 - 5月 修学旅行（3年） - 6月 運動会 | - 7月 イングリッシュキャンプ（1年） - 8月 - 9月 校外学習（1・2年） | - 10月 - 11月 学習発表会 - 12月 | - 1月 スキー教室（2年） - 2月 職場体験（1年） - 3月 合唱コンクール |

修学旅行は東北地方で田植えなど農業体験を行うもの。

## 部活動

### 運動部
- 野球部
- 女子ソフトテニス部
- 陸上部
- サッカー部
- バドミントン部
- 女子バスケットボール部
- 男子バスケットボール部
- 卓球部

### 文化部
- 吹奏楽部
- 茶道部
- 英語部
- 農部
- 書写部
- 手話部
- 電算部

## 通学区域
北は石神井川、南は目白通りと千川通りを境とし、東はおおむね桜台駅より西、西はおおむね中村橋駅より東側を学区とする。
- 桜台四丁目
- 桜台五丁目（1-25、41-45）
- 練馬一丁目
- 練馬二丁目
- 練馬三丁目
- 練馬四丁目
- 向山二丁目
- 向山三丁目（1-25）

## 進学前小学校
区立中学校選択制度があり区内の遠方から通学している生徒も多くいるが、学区指定による小学校は以下の通り。※印は小中一貫教育グループの構成校。
- 開進第二小学校
- 向山小学校(※)
- 南町小学校(※)

通学区域外からの進学希望者が多く、毎年のように抽選となっている。

## 学区内の主な施設
- 練馬駅
- 豊島園駅
- としまえん
- 練馬総合運動場
- 練馬文化センター

## 交通アクセス
- 西武池袋線・西武有楽町線・都営地下鉄大江戸線 練馬駅より徒歩8分
- 西武池袋線・都営地下鉄大江戸線 豊島園駅より徒歩6分

## 出身者
- 日比野弘 -（元ラグビー選手・元ラグビー日本代表監督・早稲田大学人間科学部名誉教授）（昭和25年度卒業）※城北中学校から転入。
- 野田ちゃん -（お笑い芸人）（平成2年度卒業）
- 持丸加賀 -（俳優・声優）（平成20年度卒業）
- 万波中正 -（プロ野球選手）（平成28年度卒業）